# Клаус (мультфильм)
«Клаус» (англ. Klaus) — испанский полнометражный анимационный фильм режиссёра Серхио Паблоса, известного как один из создателей франшизы «Гадкий Я» и миньонов. Над мультфильмом работала студия SPA Studios при поддержке Aniventure, дистрибьютором выступила компания Netflix. В соавторстве с Заком Льюисом и Джимом Махони в мультфильме в качестве актёров озвучивания приняли участие Джейсон Шварцман, Дж. К. Симмонс, Рашида Джонс, Джоан Кьюсак и другие. Выход мультфильма состоялся 8 ноября 2019 года в рамках ограниченного показа в кинотеатрах; 15 ноября мультфильм стал доступен на стриминговом сервисе Netflix.
Мультфильм создавался с применением рисованной анимации и с привлечением команды художников, работавших когда-то над голливудскими мультфильмами 1990-х годов. Режиссёр Серхио Паблос с помощью данного мультфильма надеется разбудить интерес к анимации классического стиля. Сам сюжет повествует о вымышленной истории происхождения мифа о Санта-Клаусе. Главный герой — почтальон, который должен отправиться в далёкий северный город и там встречается с таинственным ремесленником, создающим игрушки.
«Клаус» получил всеобщее признание критиков, похваливших мультфильм за его красивую рисованную анимацию, юмористический и трогательный рассказ, делающий «Клауса» незаменимым кандидатом на статус рождественской классики.

## Сюжет
Джеспер — сын магната и владельца почтового бизнеса, живёт в роскоши, эгоистичен и лишён каких-либо жизненных целей. Отец безнадёжно пытается обучить сына навыкам почтальона и показать, что такое тяжёлый труд, однако Джеспер, не имеющий мотивации, везде проваливает свои задачи. Тогда он ставит сыну ультиматум: тот в качестве работника почты отправится в небольшой город за полярным кругом, расположенный на замёрзшем острове. Пока оттуда не будет отправлено 6000 писем, ему нельзя возвращаться домой.
Джесперу приходится отправиться в этот городок под названием Смеренбург. Там он обнаруживает, что город поделён на два враждующих лагеря и его жители настолько заняты междоусобными перепалками, что у них нет времени и желания отправлять кому-либо письма. Джеспер впадает в отчаяние от мысли, что ему придётся остаться здесь до конца своей жизни, однако он обнаруживает глубоко в лесу таинственную хижину с одиноким старцем по имени Клаус. В его избе находится множество деревянных игрушек, изготовленных им самим.
Джесперу удаётся договориться с Клаусом, чтобы последний дарил свои игрушки городским детям в обмен на их письма. Таким образом Джеспер надеется преодолеть планку в отправке 6000 писем. Клаус соглашается при условии, что будет рассылать подарки ночью и с помощью Джеспера. Наличие новых игрушек делает всех детей города счастливыми, они даже хотят посещать местную школу, чтобы научиться писать письма. Альва, бывшая учительница, которая давно разочаровалась в окружающей обстановке и мечтала уехать отсюда, удивляется результатам Джеспера и вновь начинает преподавать. Счастье детей сказывается и на взрослых горожанах, которые впервые перестают конфликтовать друг с другом, а сам городок наполняется атмосферой тепла и счастья. Клаус признаётся Джесперу, что когда-то жил в своём доме с женой и они мечтали иметь много детей. Всё время, пока жена Клауса пыталась забеременеть, Клаус мастерил игрушки для будущих детей, но его жена захворала и умерла, оставив мужа одиноким с наполненным игрушками домом.
Постепенно Клаус привязывается к тому, что он дарит счастье городским детям, и заручается поддержкой у местного племени саамов, превратив свою хижину в мастерскую по созданию новых игрушек. Однако самые закоренелые участники междоусобных войн недовольны таким исходом и хотят, чтобы городок вернулся в своё прежнее, «враждебное», состояние. Для этого они, узнав об изначальных стремлениях Джеспера, намеренно посылают его отцу огромное количество писем, и он, гордый таким результатом, приезжает за ним с намерением забрать домой. Сам Джеспер понимает, что изменился, и выкладывает перед ним всю душу. Отец радуется за него и разрешает остаться здесь. Тем временем старшие члены семей пытаются отнять игрушки у Клауса, но ему, Альве и Джесперу удаётся их провести. В итоге двое детей глав кланов, к изумлению родителей, влюбляются и впоследствии женятся.
Джеспер и Альва также создают семью, и у них рождается двое детей. Клаус остался их хорошим другом, и каждый год под Рождество он помогает Джесперу развозить игрушки. Спустя 12 лет Клаус однажды чувствует, что пришло его время воссоединиться с женой. После этого он навсегда исчезает. Джеспер пытается найти его, но тщетно. С тех пор он каждое Рождество ждёт его в гости и, основываясь лишь на своих ощущениях, знает, что он обязательно придёт.

## Актёрский состав
- Джейсон Шварцман — Джеспер Йохансен, почтальон, подружившийся с Клаусом и приносящий радость в Смеренсбург.
- Дж. К. Симмонс — Клаус (Санта-Клаус), лесоруб и плотник, создающий игрушки[6].
- Рашида Джонс — Альва, учительница начальной школы, полюбившая Джеспера и ставшая его женой[6].
- Неда Магретте Лабба — Маргу, девочка из народа саамов[6].
- Джоан Кьюсак — миссис Тэмми Крам, пожилая дама и предводительница лагеря «черноволосых»[6].
- Уилл Сассо — мистер Эллингбо, предводитель лагеря «рыжеволосых»[6].
- Норм Макдональд[англ.] — Могенс, лодочник Смиренсбурга[6].
- Серхио Паблос — Олаф Крам / «Тыковка» Эллингбо
- Сэм МакМюррей — главный почтальон, отец Джеспера.

## Создание
Идейным вдохновителем и режиссёром выступил Серхио Паблос, специально для этого основавший собственную анимационную студию в Мадриде, Испания. Сам Паблос когда-то в качестве художника-аниматора принимал участие в создании мультфильмов эпохи ренессанса Диснея, таких как «Горбун из Нотр-Дама», «Геркулес» и «Тарзан». Художник загорелся желанием создать собственный проект, выдержанный в традициях рисованной мультипликации DreamWorks Animation и Disney 90-х годов. Паблос хотел изучить, как бы развивалась мультипликационная индустрия, если бы западные студии анимационных фильмов не перешли на производство компьютерной анимации. Режиссёр считает, что современная мультипликационная индустрия в угоду большим и стабильным доходам, незаслуженно отказалась от классической анимации и занята производством бесконечных сиквелов, в которых «потонули» многие талантливые сценаристы и художники. Режиссёр считает, что при правильном подходе классическую анимацию возможно возродить; в качестве примера Серхио привёл японскую мультипликацию, удачный релиз картины «Человек-паук: Через вселенные» или же менее известные картины, такие как «Красная черепаха», «Далеко на Север» или «Тайна Келлс», но имеющие свою преданную аудиторию. Режиссёр заметил, что его картина «Клаус» предназначена для массового зрителя и с ней он надеется сделать ещё один шаг к возрождению рисованной анимации. Он считает, что современные потоковые сервисы, такие как Netflix, во многом сделают это возможным. Серхио признался, что в случае успеха его картины он желает дальше заниматься созданием похожих проектов.

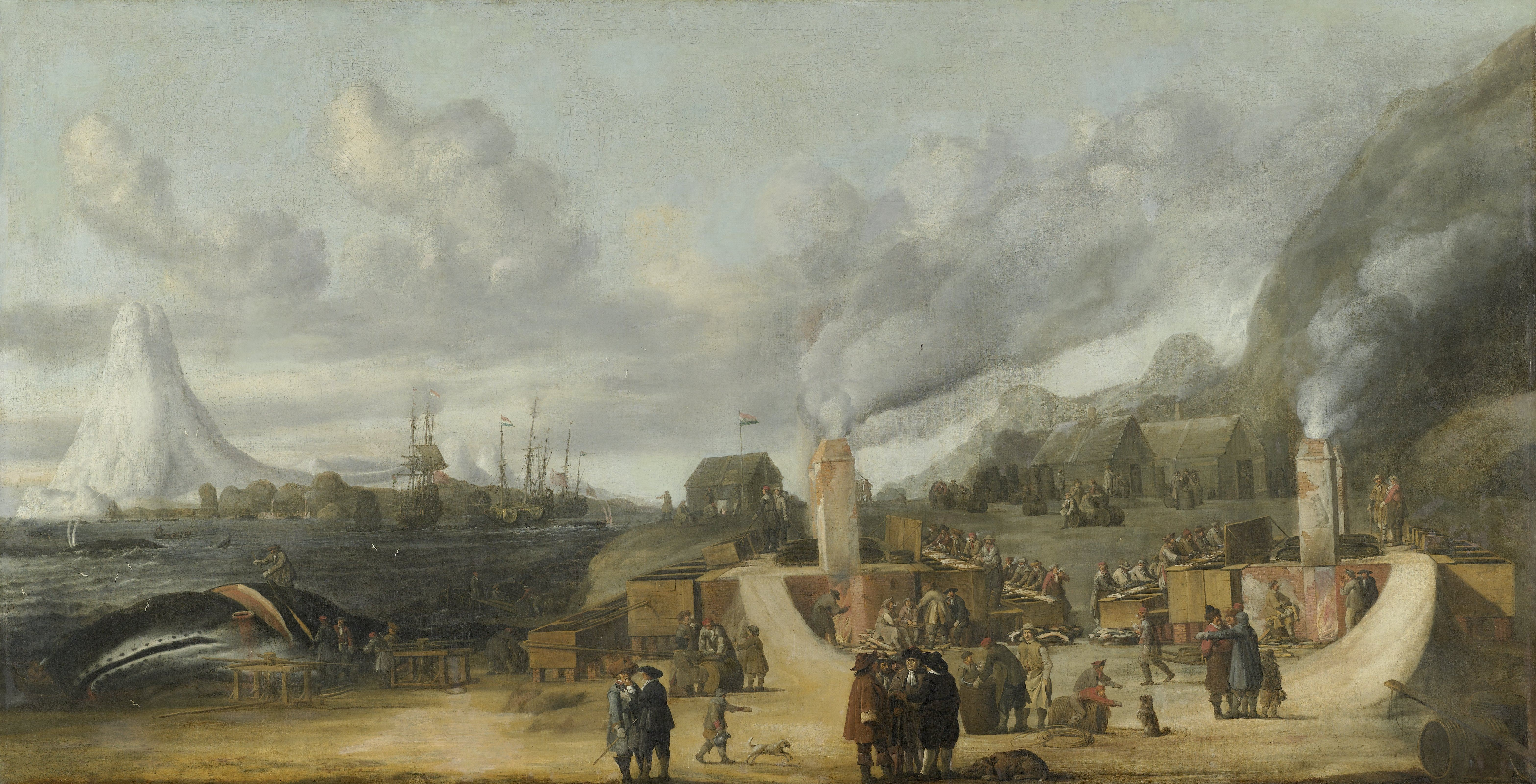
Смеренбург, реальный прототип вымышленного городка, который пришёл в упадок ещё 3 века назад и исчез.

Работая над самим мультфильмом, Паблос, с одной стороны, строго следовал традициям классической анимации, но также хотел внести в неё ряд технических инновационных элементов. Так, он применил во всех сценах технологию объёмного освещения и текстурирования, чтобы придать им «уникальный», ранее не характерный для рисованной анимации вид. Режиссёр заметил, что таким образом он хотел сделать картинку привлекательной для зрителей, привыкших к компьютерной графике. Данная технология запатентована французской компанией Les films du Poisson Rouge, расположенной в Ангулеме, и позволила команде художников придать рисованным сценам иллюзию объёмности и избежать визуального недостатка рисованной анимации, когда персонажи и двигающиеся объекты выглядят как наклейки, приделанные к заднему фону. В команду создателей вошли ряд американских художников-аниматоров, в том числе Джеймс Бакстер, известный своей работой над мультфильмом «Красавица и Чудовище», а также Мэри Лешер, известная также за работу над картинами «Красавица и Чудовище» и «Король Лев», она скончалась в июне 2019 года от рака.
За основу сюжета Паблос взял такую идею: а что если «волшебный миф о Санта-Клаусе имеет обоснованное и несколько циничное происхождение»? Паблос хотел рассказать «правдивую» историю, с элементами иронии, которая, однако, сводится к идее того, что добрые поступки могут нести за собой глобальные последствия. Изначально Джеспер должен был стать бедным трубочистом, однако сценаристы решили сделать его эгоистичным и корыстным представителем «золотой молодёжи», который в попытке обмануть весь город ступает на путь искупления и учится быть альтруистом.
Городок Смеренбург, место, где происходит основное действие, существовал по-настоящему и располагался на острове Амстердам в Норвегии. Сам город был процветающим китобойным постом в 1600-х годах. Таким образом, изображая город в упадочном состоянии, Серхио хотел показать, что сюжет картины «Клаус» наполнен правдоподобной реальностью, легендой о скандинавской культуре. Идея добавить в сюжет саамов пришла через работу над прототипом мастерской Санты, так как сюжет исключал элементы фантастики, добавить эльфов было невозможно. Так в сюжет были введены саамы, призванные помочь Санте в создании игрушек. Уже затем сценаристы решили ввести в сюжет одну из главных саамских героинь — девочку Маргу, которая помогает Джесперу переосмыслить своё отношение к жизни. Сначала Маргу и её семья должны были разговаривать на английском, однако режиссёр признался, что это звучало не так оригинально. Команда создателей специально ездила на север Норвегии, чтобы найти актёров озвучивания, в том числе и девочку, озвучивавшую Маргу.
Первый тизер проекта был опубликован в апреле 2015 года; в это же время студия искала поддержку в лице инвесторов, дистрибьюторов и других аниматоров. Разные студии отказывали в поддержке, так как считали проект слишком рискованным. В ноябре 2017 года студия Netflix объявила, что приобрела права на мультфильм и готова финансировать его разработку. В это же время был объявлен актёрский состав, а также примерная дата выхода картины — рождество 2019 года. В марте 2019 года сообщалось, что Netflix планировала выпустить картину, нацеленную на получение престижных наград, в том числе и «Оскар», а также предназначенную для ограниченного выпуска в кинотеатрах. 7 октября 2019 года был выпущен официальный трейлер мультфильма.

## Критика
По данным сайта-агрегатора Rotten Tomatoes, рейтинг одобрения мультфильма составил 94 % на основе 72 обзоров, со средней оценкой в 7,6 баллов из 10. Консенсус критиков гласит: «„Клаус“ — это прекрасная рисованная анимация и юмористический, трогательный рассказ, делающий историю незаменимым кандидатом на статус рождественской классики». Критики однозначно похвалили мультфильм за его визуальную составляющую — совмещение классической голливудской анимации 90-х годов и новейших технологий, придающих сценам объёмный и псевдотрёхмерный эффект и обеспечивающий зрителю визуальный праздник. Марк Макферсон с сайта Filminquiry считает, что даже при отсутствии трёхмерной анимации мультфильм выглядит живее, чем многие современные голливудские мультфильмы, и считает «Клаус» примером того, что классическая анимация также и в сегодняшние дни может привлекать массовую аудиторию. Дэвид Эрлих с IndieWire считает, что Клаус — это убедительный аргумент в пользу того, что нельзя допускать окончательную смерть рисованной анимации; также с его точки зрения данный мультфильм — это попытка искупления Паблоса за то, что тот когда-то сам покинул студию Disney, чтобы основать франшизу «Гадкий я», которая стала не просто бельмом на глазу биографии режиссёра-сценариста, но и сутью современной мультипликации. Роберт Аль с сайта Latintimes заметил, что мультфильм не только привлечёт детей, но и станет праздником для тех, что любит обращаться к ностальгии и временам докомпьютерной мультипликации.
Эшли Стивенс, критик сайта Salon, заметила, что сюжет умело балансирует между мрачностью и теплом. При затрагивании определённых сложных тем, не подходящих для одного полнометражного фильма, история тем не менее выглядит целостной и пойдёт как для детей, так и для взрослых. Главный герой хоть и эгоистичен, но призван завоевать сердце зрителя, как это сделал главный герой Куско из «Похождения императора». Кэмпбелл Камболе заметил, что даже при том, что сюжет намеренно отказался от каких-либо элементов фантастики, чувство сказочности не покидает сюжет до самого конца. Кэмпбелл считает, что сюжет отлично передал атмосферу любви и идеи того, что доброта заразна, на фоне мрачного и враждебного городка. Одновременно критик назвал сюжет достаточно ясным и даже банальным с его крайне архетипичным героем — «циничным придурком, который учится любить». Критик Latintimes сравнил представленную в сюжете деревню со сказочной книгой старого мира, разбуженную добром. Хотя он и считает, что мультфильм получился слишком мрачным и ему не хватает юмора. Мэтт Золлер Зейтц с сайта Rogerbert заметил, что приятно видеть современный анимационный фильм, не брезгующий абсурдным юмором и мрачно-забавными линиями диалога, напоминая скорее фирменный стиль Роальда Даля или Текса Эйвери, нежели типичный сюжет мультфильма крупной голливудской студии. Зейтц заметил, что приятно наблюдать, как два героя из совершенно разных «миров» постепенно строят связь. Критик в целом заметил, что видно, как создатели следовали традиции классических мультфильмов не только в вопросе анимации, но и в плане сюжета с его типичным героем-эгоистом, который учится заботиться о других, а женские персонажи поверхностны и существуют в сюжете, чтобы лучше раскрыть характер главного героя. Марк Макферсон с сайта Filminquiry считает, что актёры озвучивания отлично раскрывают черты характера персонажей. Критик сайта Indiewire назвал «Клауса» настолько прекрасным, что он растопит сердца, даже самые искушённые критики простят Паблосу очевидные сюжетные недостатки.
В качестве главного недостатка, который серьёзно портит впечатление от просмотра, критики указали музыкальное сопровождение: «Клаус», претендующий на преемственность классических голливудских мультфильмов, лишён элемента мюзикла, а предоставленные в нём песни звучат неуместно для сюжета. Критик Indiewire считает, что плохо подобранные поп-песни подрывают неподвластную времени эстетику в ключевые моменты истории.
По итогам 2019 года некоторые издания, например IGN, Collider, Film School Rejects включили «Клауса» в свои списки лучших мультфильмов, а «Мир фантастики» даже назвал его лучшим мультфильмом года.

## Награды и номинации
| Награда (организация)                               | Категория                                                                | Номинант | Результат    |
| --------------------------------------------------- | ------------------------------------------------------------------------ | --- | ------------ |
| Оскар                                               | Лучший анимационный полнометражный фильм                                 | Серхио Паблос, Дзинко Гото и Мариса Роман                                                                       | Номинация    |
| BAFTA                                               | Лучший анимационный полнометражный фильм                                 | Серхио Паблос и Дзинко Гото                                                                                     | Победа       |
| Альянс женщин-киножурналистов                       | Лучший анимационный фильм                                                | «Клаус» | Номинация    |
| Энни                                                | Лучший анимационный фильм                                                | Дзинко Гото, Серхио Паблос, Мариса Роман, Мэттью Тиван, Мерседес Гамеро, Микель Лехарса Ортис и Густаво Феррада | Победа       |
| Энни                                                | Лучший режиссёр анимационного фильма                                     | Серхио Паблос                                                                                                   | Победа       |
| Энни                                                | Лучший дизайн персонажей в анимационном фильме                           | Торстен Шранк                                                                                                   | Победа       |
| Энни                                                | Лучшая анимация персонажей в производстве анимационных фильмов           | Серхио Мартинс                                                                                                  | Победа       |
| Энни                                                | Лучшая работа художника-постановщика в производстве анимационных фильмов | Шимон Бернацки и Марцин Якубовски                                                                               | Победа       |
| Энни                                                | Лучшая раскадровка в производстве анимационных фильмов                   | Серхио Паблос                                                                                                   | Победа       |
| Энни                                                | Лучший монтаж в анимационном полнометражном производстве                 | Пабло Гарсия Реверт                                                                                             | Победа       |
| Премия Ассоциации кинокритиков Остина               | Лучший анимационный фильм                                                | «Клаус» | Номинация    |
| Премия Общества кинокритиков Детройта               | Лучший анимационный фильм                                                | «Клаус» | Номинация    |
| Гойя                                                | Лучший мультипликационный фильм                                          | «Клаус» | Номинация    |
| Гойя                                                | Лучшая песня                                                             | Джасси Илмари Карвиннен, Кэролин Пиннелл и Джастин Трэнтер за Invisible                                         | Номинация    |
| Премия Ассоциации кинокритиков Сент-Луиса           | Лучший анимационный фильм                                                | «Клаус» | Второе место |
| Премия Общества специалистов по визуальным эффектам | Лучшие визуальные эффекты в анимационном фильме                          | Серхио Паблос, Мэттью Тиван, Марцин Якубовски и Саймон Бернаки                                                  | Номинация    |
| Премия Общества специалистов по визуальным эффектам | Лучший персонаж в анимационном фильме                                    | Йошимиши Тамура, Альфредо Кассано, Максим Делаланд и Джейсон Шварцман (за Джеспера)                             | Номинация    |
| Премия Ассоциации кинокритиков Вашингтона           | Лучший анимационный фильм                                                | «Клаус» | Номинация    |
| Премия Европейской киноакадемии                     | Лучший фильм                                                             | «Клаус» | Номинация    |
| Quirino Award                                       | Лучший иберо-американский анимационный полнометражный фильм              | «Клаус» | Победа       |